# Beter Bed

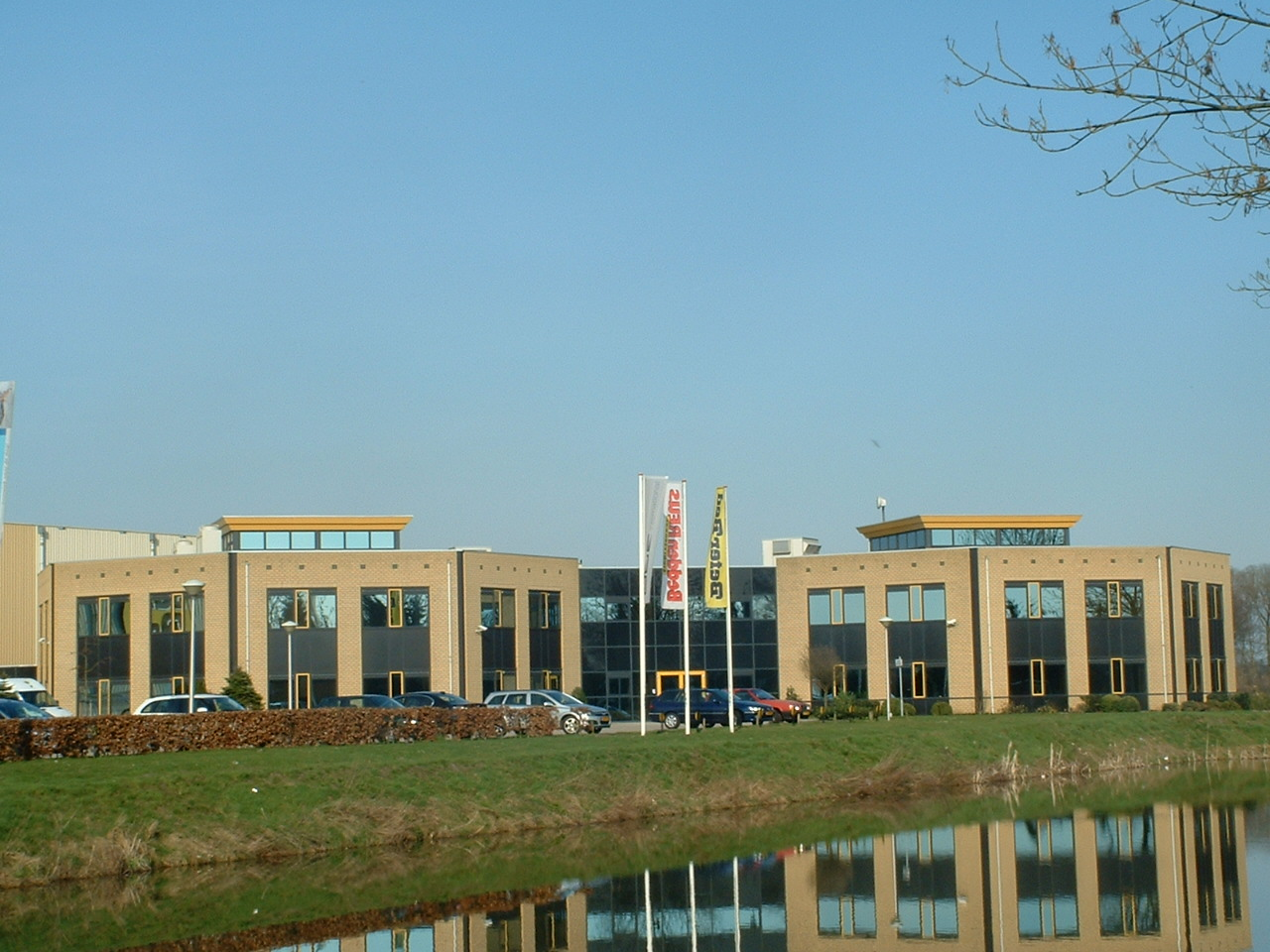
Hauptsitz der Beter Bed Holding in Uden

Beter Bed N.V. ist ein international operierendes Handelsunternehmen aus den Niederlanden. Das Unternehmen handelt mit Schlafzimmereinrichtungen und ist in dieser Branche Marktführer in den Niederlanden. Seit 1996 werden Aktien der Beter Bed N.V. an der Amsterdamer Börse gehandelt. Beter Bed N.V. gehört jedoch nicht zu den 25 Unternehmen, aus denen der AEX-Index errechnet wird.
Der Hauptsitz des Unternehmens befindet sich in Uden in der niederländischen Provinz Nordbrabant. Beter Bed N.V. gliedert sich in verschiedene Handelsketten, die in einigen europäischen Ländern tätig sind und verschiedene Marktsegmente, von Cash-and-carry Produkten bis zu Schlafzimmermöbeln, bedienen. Außerdem ließ Beter Bed durch die Tochterfirma DBC eigene Matratzen entwickeln und produzieren.

## Geschichte
Das Unternehmen wurde 1981 unter dem Namen Beter Bed in Uden gegründet. Kurz darauf wurden die ersten drei Schlafzimmerfachgeschäfte eröffnet. Zu jener Zeit waren in den Niederlanden Schlafzimmerfachgeschäfte ein neues und unbekanntes Phänomen, da dieses Marktsegment damals durch große Warenhäuser und Wohnfachgeschäfte dominiert wurde. Das Konzept, qualitativ hochwertige Ware und ein ausgebreitetes Sortiment billiger anzubieten, bewährte sich und war Ausgangspunkt für alle zukünftigen Aktivitäten Beter Beds. In der zweiten Hälfte der 1980er Jahre begann das Wachstum des Unternehmens.
1986 wurde eine eigene Produktionsstätte zur Herstellung von MDF-Platten unter dem Namen Bedden en Bedden B.V. in Uden errichtet. Später kamen noch weitere Produktionsstätten durch den Ankauf zweier Fabriken in Polen, Ecowood (1994) und Interwood (1996), hinzu.
Der Börsengang der Beter Bed Holding N.V. erfolgte 1996. Die Aktien der Beter Bed Holding N.V. werden an der Börse in Amsterdam (Euronext) gehandelt. Im selben Jahr wurde durch den Ankauf der Firma Dormaël, einer Handelskette, die sich auf das höhere Marktsegment richtete, eine weitere Firma dem Unternehmen zugefügt. Im folgenden Jahr wurde die Firma Beter Baby gegründet, mit dem Ziel, Marktanteile im Handel mit Babymöbeln und deren Zubehör zu erringen. Gleichzeitig erwarb Beter Bed die Firma DFC Comfort, wobei sich Beter Bed damit innerhalb der Beneluxländer das Alleinvertretungsrecht für orthopädische Matratzen und Kissen dieser Firma sicherte.
Nach einjähriger Bauzeit wurden im Januar 1997 in Uden ein neues Verwaltungsgebäude sowie ein neues Zentrallager mit einer Oberfläche von 16000 m² bezogen, um dem expandierten Unternehmen sowie der zukünftig geplanten Ausbreitung und dem damit einhergehenden Bedarf gerecht zu werden.
In der zweiten Hälfte der 1990er Jahre wurde die Firma Bedden Dump gegründet, deren Ziel es war, den Markt mit billiger Ware als Discounter zu versorgen. Seit 2005 firmiert sie unter dem Namen BeddenREUS.
1998 wurden die ersten Niederlassungen Beter Beds in Deutschland eröffnet. Gleichzeitig dehnte sich das Unternehmen durch den Kauf der deutschen Firma Matratzen Concord mit Sitz in Köln weiter aus, wobei zum selben Zeitpunkt die Ausbreitung dieser Firma nach Österreich, in die Schweiz (1998), sowie in die Niederlande (1999), und nach Frankreich und Italien eingeleitet wurde.
Die Unternehmensstruktur veränderte sich 2000. Die Firma Bedden und Bedden wurde verkauft und das Tochterunternehmen Dormaël in ein Franchiseunternehmen umgewandelt. Beter Baby wurde nach einem Management-Buy-out abgestoßen. Mark Diks, der Gründer Beter Beds, legte seine Funktion als Vorstandsvorsitzender nieder, und wechselte in den Aufsichtsrat der Holding, aus dem er sich in der ersten Hälfte des Jahres 2002 zurückzog. Die Funktion als Vorstandsvorsitzender wurde ab 2001 durch Frans Geelen wahrgenommen.
2001 wurden die Aktivitäten der Tochterfirma DFC Comfort beendet und ein neues Unternehmen, DBC International, das sich mit der Entwicklung, dem Marketing und Verkauf unter eigener Leitung entwickelter Matratzen befassten.
Im selben Jahr betrug die Zahl aller unter Beter Bed N.V. fallenden Niederlassungen 555.
2002 fand der Versuch einer Unternehmensübernahme durch ein Angebot, Aktien zum Kurs von 16 Euro zu kaufen, statt. Die Übernahme schlug angesichts der unzureichenden Höhe des Angebots und gleichzeitig unsicherer Finanzierung fehl.
2003 wurden alle Niederlassungen der Tochter Matratzen Concord in Frankreich und Italien geschlossen.
Im Mai 2005 wurde die letzte Produktionsstätte, die Firma Interwood, in Polen verkauft, nachdem schon 2004 die polnische Firma Ecowood geschlossen worden war. Die Abkehr von eigenen Herstellungsbetrieben war das Resultat einer Veränderung in der bisherigen Firmenstrategie. Von diesem Zeitpunkt an wurde der Schwerpunkt wieder auf die Kernaktivitäten des Unternehmens gelegt, nämlich dem Handel mit Schlafzimmermöbeln. So wurden im Juni 2005 die ersten Niederlassungen von Slaapgenoten, einer Firma, die aus dem Zusammenschluss aller seit 2000 als Franchiseunternehmen fungierenden Niederlassungen der Firma Dormaël entstand, eröffnet und im September desselben Jahres die Übernahme der spanischen Handelskette El Gigante del Colchón bekanntgegeben, die zu jenem Zeitpunkt mit 20 Niederlassungen in der Region um Barcelona vertreten war. Ende Juni 2009 belief sich die Zahl der Niederlassungen von El Gigante del Colchón auf 47, verteilt auf die gesamte Region Katalonien und die Region um Madrid.
Im Dezember 2005 wurden die Aktivitäten des Tochterunternehmens Beter Bed Deutschland beendet. Die Niederlassungen von Beter Bed Deutschland wurden als Niederlassungen von Matratzen Concord wiedereröffnet.
Im Oktober 2006 wurde mit der Eröffnung zweier Niederlassungen unter dem Namen Matratzen-Abverkauf (MAV) ein zweites Konzept für den Verkauf von Matratzen in Deutschland eingeführt.
Im September 2007 wurde die erste Niederlassung der Tochterfirma Matratzen Concord in Belgien eröffnet. Mittlerweile ist Matratzen Concord dort mit sieben Niederlassungen vertreten.
Im Dezember 2008 wurde die erste polnische Niederlassung von Matratzen Concord unter dem Namen Materace Concord in Warschau eröffnet. Die Eröffnung weiterer Niederlassungen in Polen war geplant und wurde mit Eröffnung zweier weiterer Niederlassungen im 2009 verwirklicht.
Am 14. April 2009 wurde bekanntgegeben, dass sich Frans Geelen von seiner Funktion als CEO spätestens im April 2010 zurückziehen werde. In einer Pressemitteilung vom 9. Oktober 2009 wurde Ton Anbeek als sein Nachfolger in dieser Funktion der Öffentlichkeit präsentiert. Ton Anbeek trat sein Amt am 1. März 2010 an. Am 23. April 2009 wurde in einer Pressemitteilung angekündigt, CFO Ric van der Woude habe eine Position in einer anderen Unternehmung angenommen. Ab dem 1. September 2009 nahm Duncan van Hoeve die Funktion als CFO der Beter Bed Holding wahr.